# Pierre Kartner

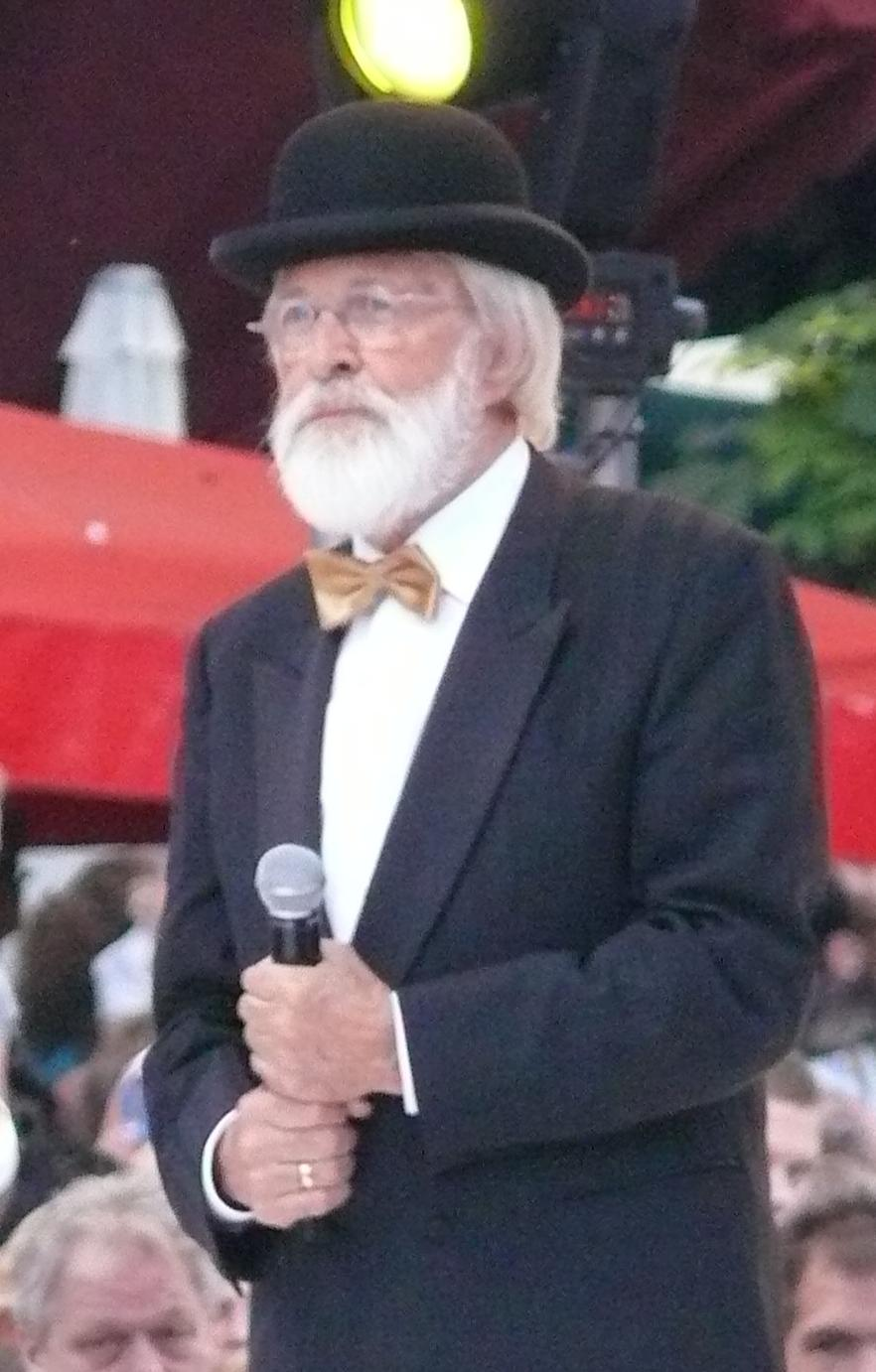
Pierre Kartner als Vader Abraham (2007)

Petrus Antonius Laurentius Kartner (* 11. April 1935 in Elst, heute zu Overbetuwe; † 8. November 2022 in Breda) war ein niederländischer Sänger, Komponist, Texter und Produzent. Er schuf unter anderem die Bühnenfigur des Vader Abraham. Im deutschsprachigen Raum wurde er durch sein Lied der Schlümpfe von 1977 bekannt. Kartner erhielt in seiner musikalischen Laufbahn 128 Goldene Schallplatten als Komponist und 129 Goldene und Platin-Schallplatten mit seinen Schlümpfen.
Kartner komponierte, veröffentlichte und interpretierte allerdings auch unter anderem Namen bzw. in anderen Formationen. Zu seinen erfolgreichsten Titeln gehören In ’t kleine café aan de haven (frei übersetzt: Im kleinen Café am Hafen; deutsche Coverversionen von Peter Alexander: Die kleine Kneipe bzw. Das kleine Beisl) und Als je weggaat (deutsche Coverversionen von Eberhard und Stefanie Hertel: Kleine Fische werden groß). Er nahm in seiner Karriere auch Lieder mit Rechtspopulisten auf und veröffentlichte fremdenfeindliche Lieder, was zu teils heftiger Kritik führte.

## Leben
Pierre Kartner wurde im Bahnhof Elst als Sohn des Bahnhofsvorstehers geboren. Er wuchs mit zwei Brüdern und einer Schwester auf. Mit acht Jahren nahm er an einem Gesangswettbewerb teil und gewann den ersten Preis. Er brachte sich selbst das Gitarrenspiel bei und lernte auch Klavier und E-Bass.
Nach der Schule machte Kartner zunächst eine Ausbildung zum Konditor, dann kam er zum Militär. Zusammen mit Jan van Toren und Jaap Goedèl gründete er ein Trio mit dem Namen „The Headlines“, später „The Lettersets“. Die Texte der Gruppe schrieb Kartner meist selbst. Die Gruppe konnte bald die ersten Schallplatten aufnehmen und absolvierte einige Fernsehauftritte. Dennoch trennte sich die Gruppe bald wieder.
Kartner starb am 8. November 2022 im Alter von 87 Jahren in Breda an den Folgen von Knochenkrebs. Er wurde am 11. November 2022 beigesetzt. Er hinterlässt seine Frau Annie und einen gemeinsamen Sohn.

## Karriere

### Musikalische Anfänge bis 1970
Nach seiner Heirat führte Kartner mit seiner Frau einen Imbissstand, bevor sie nach Antwerpen zogen, wo Kartner in einer Süßwarenfabrik arbeitete. Nach einem erneuten Umzug nach Lichtaart betrieb die Familie ebenfalls einen Imbissstand und eine Tankstelle. Da Kartner auch bei einem Schallplattenhersteller arbeiten konnte, hatte er schließlich die Möglichkeit, sein erstes Solo-Album Pierre: Ik wil nog even met je praten („Pierre: Ich will noch eben mit dir reden“) zu veröffentlichen. Dabei nannte er sich nur „Pierre“. Das Album wurde aber kein Erfolg. Auch die weiteren Veröffentlichungen konnten sich nicht durchsetzen, so dass die Familie 1967 wieder in die Niederlande, in die Stadt Breda, umzog, wo sie von Gelegenheitsjobs lebte. Anfang der Siebzigerjahre moderierte Pierre Kartner Sendungen bei dem Piratensender Radio Veronica.
Dann stellten sich erste Erfolge als Sänger ein. Die Veröffentlichung des Titels Bij Lily Marleen kijk je zomaar door haar kanten bloesje heen („Bei Lily Marleen schaut man einfach durch ihre Spitzenbluse hindurch“) unter dem Namen „Lord Wanhoop“ brachte Kartner den Durchbruch. Danach arbeitete er als Produzent verschiedener Sänger und veröffentlichte allein oder mit anderen unter verschiedenen Namen (zum Beispiel „Pierre Kartner“, „Rood-Wit-Blauw Trio“, „De Aardmannetjes“, „Los Vastos“, „Pierre & zijn Pietjes“, „Nol en Marie“ und „De Uilen“, „Duo X“) mehrere Singles, von denen die mit dem „Duo X“ sehr erfolgreich waren.

### 1970–1989: Erfolge als Vader Abraham
Für eine Karnevals-Nummer schrieb Kartner den Titel Vader Abraham had zeven zonen („Vater Abraham hatte sieben Söhne“). Da sich kein Interpret für dieses Lied fand, sang Kartner das Lied schließlich selbst. Dabei sollte er sich so verkleiden wie die biblische Figur Abraham. Dieser Auftritt brachte Erfolg. Vader Abraham veröffentlichte fortan zahlreiche Titel unter dem neuen Pseudonym. So sang er 1971 mit dem 13-jährigen Kinderstar Wilma Landkroon das Duett Zou het erg zijn („Wäre es schlimm?“, später als Was wird sein, fragt der Schlumpf bekannt), das sehr erfolgreich wurde (Platz 1 der niederländischen Charts). Als Background-Stimme wirkte Kartner auch bei Landkroons Anti-Kriegslied Ik heb een vraag („Ich habe eine Frage“) sowie bei ihrem Hit Geloof, hoop en liefde („Glaube, Hoffnung und Liebe“) mit.

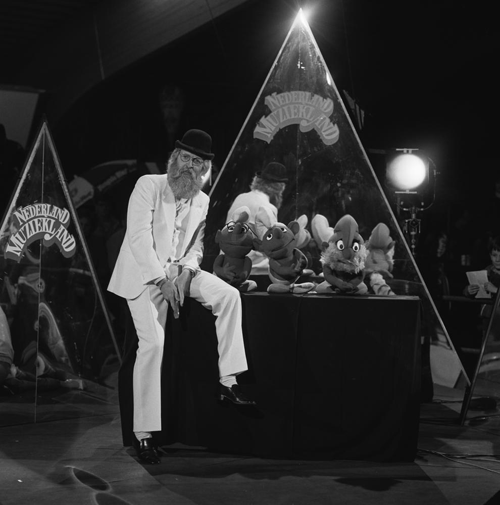
Bei einem Auftritt im Jahr 1983 mit den Schlümpfen

Dann machte sich Pierre Kartner vor allem aber auch als Texter, Komponist und Produzent einen Namen. Er schrieb den niederländischen Beitrag zum Eurovision Song Contest 1973. De oude muziekant („Der alte Musikant“), gesungen von Ben Cramer, belegte Platz 14. 1976 hatte er seinen internationalen Durchbruch. Sein Lied In ’t kleine café aan de haven („In dem kleinen Café am Hafen“) wurde mit ihm als Sänger ein großer Erfolg in den Niederlanden. Die deutsche Aufnahme, getextet von Michael Kunze, Die kleine Kneipe bzw. Das kleine Beisl wurde Peter Alexanders größter Erfolg. In französischer Sprache wurde das Lied von Joe Dassin und Mireille Mathieu aufgenommen, wobei die Version von Joe Dassin in Frankreich, Kanada, Neuseeland und Australien ein Nr.-1-Hit wurde. Davey Arthur and the Fureys nahmen das Lied in englischer Sprache auf. Heute gibt es fast 200 Aufnahmen dieses Liedes.
1977 komponierte und veröffentlichte Kartner ’t Smurfenlied („Das Lied der Schlümpfe“), bei dem er alle Texte selbst eingesungen hatte und sie anschließend in unterschiedlichen Geschwindigkeiten einmischte. Dadurch entstand der Effekt einer Interaktion zwischen ihm selbst als Frontmann und einem Chor der Schlümpfe. Dieses Lied wurde 1978 zum größten Erfolg als Sänger für Vader Abraham. Er belegte damit sechsmal den ersten Platz in der ZDF-Hitparade. Auch der Nachfolgetitel Was wird sein, fragt der Schlumpf kam auf die vorderen Plätze. In der disco mit Ilja Richter war er mit den Titeln Bier, Bier, Schlümpfe-Bier (1980) und Willi, Willi (1981) vertreten.
Auch die im Folgenden veröffentlichte Langspielplatte In Smurfenland („Im Land der Schlümpfe“) verkaufte sich sehr gut. Vader Abraham spielte „Das Lied der Schlümpfe“ neben Niederländisch auch auf Deutsch, Französisch, Englisch und Spanisch ein. Das Lied wurde mehrfach mit Goldenen Schallplatten ausgezeichnet. In Skandinavien erschienen Coverversionen und in zahlreichen Ländern auf der ganzen Welt wurde Das Lied der Schlümpfe ein Hit. Vader Abraham gab danach Konzerte auf der ganzen Welt. Einen seiner größten Auftritte hatte er in Mexiko.

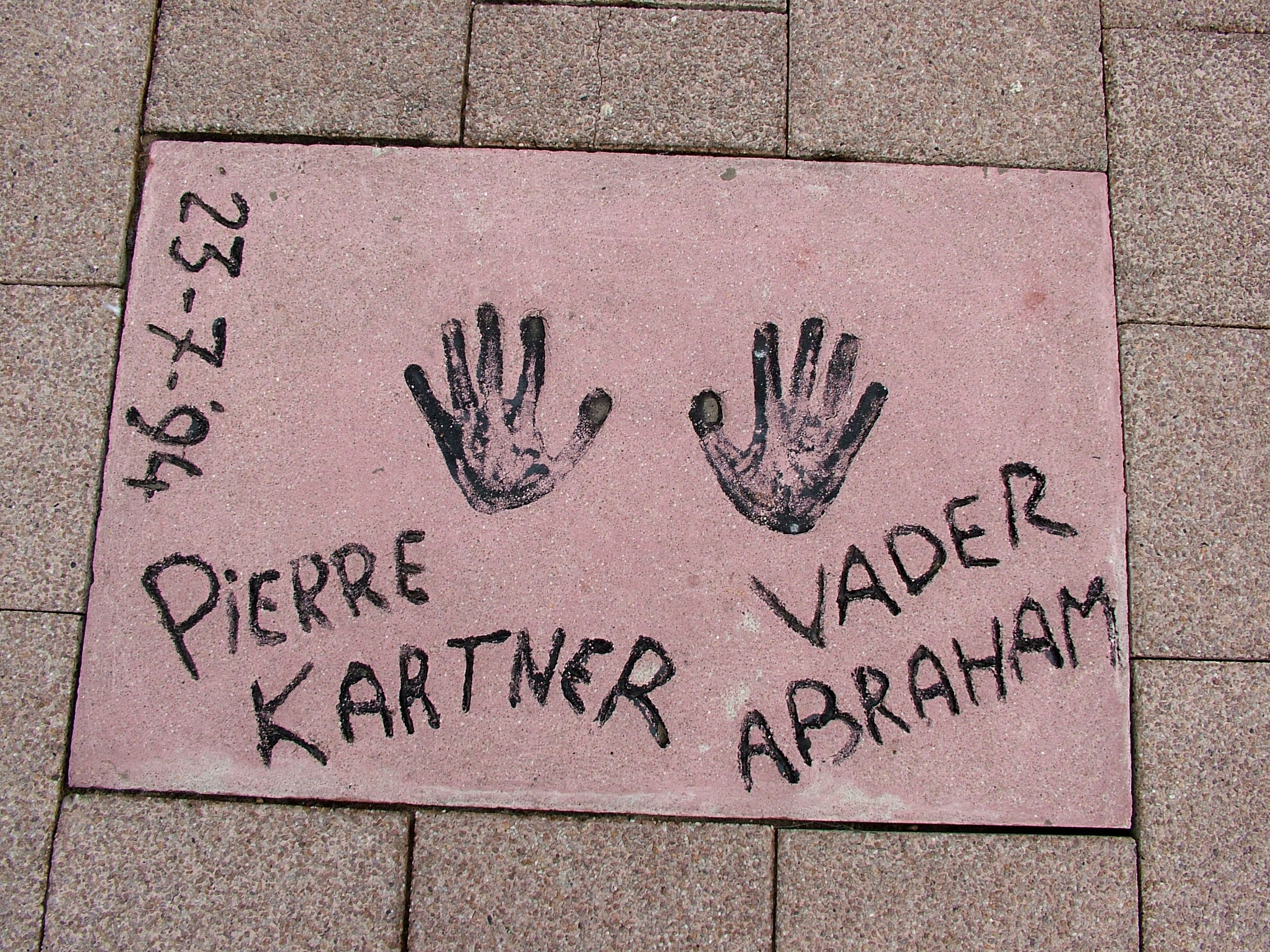
Walk of Fame, Rotterdam

1978 veröffentlichte Vader Abraham die Langspielplatte Als je weggaat, dessen Titellied unter dem Titel Kleine Fische werden groß unter anderem von Eberhard und Stefanie Hertel gecovert wurde. Auch in den 1980er und 1990er Jahren war er weiterhin als Texter, Komponist und Produzent erfolgreich. Zuletzt schrieb er meist für andere Künstler, arbeitete aber auch als Sänger.
Als Autor schrieb Kartner unter anderem Titel für folgende Künstler: Ireen Sheer (Heut abend hab ich Kopfweh), Nana Mouskouri (Draußen vor der Tür), Elfi Graf (Am schönsten ist es zu Hause), Heino (Mary Rose, So’n alter Schunkelwalzer) und Peter Orloff (Zwischen Kirche und Kneipe).

### Ab 1990: Späte Jahre
Für die finnisch-japanische Zeichentrickserie Mumins von 1990, deren 52 Folgen in Deutschland vom ZDF gezeigt wurden, schrieb Kartner das Titellied.
Unter dem Namen „Vader Abraham feat. Attention-X“ erschien 2006 mit Das Lied der Schlümpfe 2006 eine moderne Version seines bekannten Liedes, das sich jedoch nicht in den Charts platzieren konnte.
Für den Eurovision Song Contest 2010 schrieb er den niederländischen Beitrag Ik ben verliefd (Sha-la-lie), der von Sieneke interpretiert wurde.

## Nähe zum Rechtspopulismus

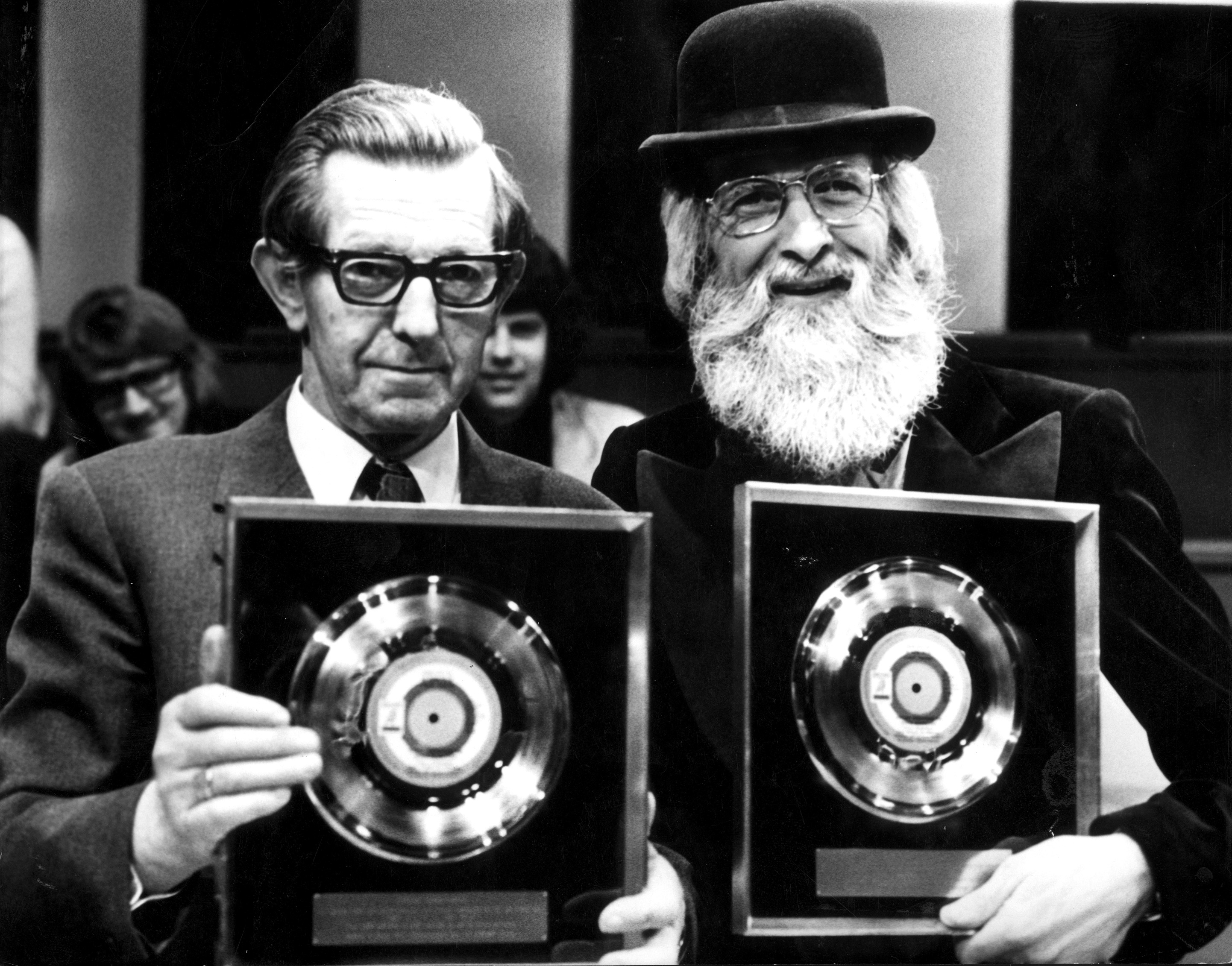
Pierre Kartner arbeitete auch mit rechtspopulistischen Politikern zusammen. Mit Hendrik Koekoek (links) von der Boerenpartij nahm er 1974 eine Single auf, die mit einer Goldenen Schallplatte ausgezeichnet wurde.

Pierre Kartner nahm wiederholt Lieder mit rechtspopulistischem Inhalt auf. Nach der Ölkrise 1973 nahm er eine Single mit dem rechtspopulistischen Politiker Hendrik Koekoek auf: Den Uyl is in den olie, das sich auf den sozialdemokratischen Ministerpräsidenten Joop den Uyl sowie „die Araber“ bezieht. Darin spricht Koekoek einzelne Sätze wie „Joop kriegt eins auf den Deckel“.
Für den Karneval 1975 veröffentlichte er Wat doen we met die Arabieren hier (deutsch Was tun wir mit den Arabern hier),  auf der Melodie von Singing hi hi jippie jippie jee. Darin heißt es: „Was machen wir mit den Arabern hier? / Denn man kann ihnen nicht vertrauen / Bei uns’ren schönen Frauen.“ Das Lied wurde aus dem Handel genommen. Es fügt sich ein in eine Reihe vergleichbarer Lieder aus derselben Zeit.
Im Jahr 1976 folgte Het leger der werklozen (deutsch „Die Armee der Arbeitslosen“). Dem Text zufolge lägen Arbeitslose auf Rosen und säßen in der Kneipe. 2002 spielte er mit dem später ermordeten Rechtspopulisten Pim Fortuyn das Lied Wimmetje gaat, Pimmetje komt. (deutsch „Wimmetje geht, Pimmetje kommt.“). „Wimmetje“ bezog sich auf den damaligen Ministerpräsidenten Wim Kok.

## Diskografie
Studioalben

| Jahr | Titel                                         | Höchstplatzierung, Gesamtwochen/‑monate, AuszeichnungChartplatzierungen (Jahr, Titel, Platzierungen, Wochen/Monate, Auszeichnungen, Anmerkungen) | Höchstplatzierung, Gesamtwochen/‑monate, AuszeichnungChartplatzierungen (Jahr, Titel, Platzierungen, Wochen/Monate, Auszeichnungen, Anmerkungen) | Höchstplatzierung, Gesamtwochen/‑monate, AuszeichnungChartplatzierungen (Jahr, Titel, Platzierungen, Wochen/Monate, Auszeichnungen, Anmerkungen) | Höchstplatzierung, Gesamtwochen/‑monate, AuszeichnungChartplatzierungen (Jahr, Titel, Platzierungen, Wochen/Monate, Auszeichnungen, Anmerkungen) | Höchstplatzierung, Gesamtwochen/‑monate, AuszeichnungChartplatzierungen (Jahr, Titel, Platzierungen, Wochen/Monate, Auszeichnungen, Anmerkungen) | Anmerkungen                                                                |
| Jahr | Titel                                         | DE | AT | CH | UK | NL | Anmerkungen                                                                |
| ---- | --------------------------------------------- | --- | --- | --- | --- | --- | -------------------------------------------------------------------------- |
| 1972 | Vader Abraham en Zijn Goede Zonen             | — | — | — | — | NL7 (2 Wo.)NL | Erstveröffentlichung: 11. April 1972 als Vader Abraham en Zijn Goede Zonen |
| 1976 | Als je wilt weten wie ik ben                  | — | — | — | — | NL20 (1 Wo.)NL |                                                                            |
| 1977 | In Smurfenland                                | — | — | — | — | NL1 (23 Wo.)NL | Erstveröffentlichung: 1. November 1977                                     |
| 1978 | Vader Abraham im Land der Schlümpfe           | DE3 Platin · (34 Wo.)DE | AT3 (8 Mt.)AT | — | — | — | Erstveröffentlichung: 5. März 1978 deutsche Version von In Smurfenland     |
| 1978 | Father Abraham in Smurfland                   | — | — | — | UK19 Gold · (11 Wo.)UK | — | englische Version von In Smurfenland                                       |
| 1979 | Kerstfeest met Vader Abraham                  | — | — | — | — | NL20 (3 Wo.)NL |                                                                            |
| 1981 | Vader Abraham en de wonderlijke Wuppie wereld | — | — | — | — | NL24 (7 Wo.)NL |                                                                            |
| 1990 | Together Forever                              | — | — | — | — | NL36 (13 Wo.)NL | als Vader Abraham en De Smurfen                                            |
| 1993 | Vader Abraham Totaal                          | — | — | — | — | NL58 (10 Wo.)NL | Erstveröffentlichung: Juli 1993                                            |
| 1994 | Lach naar de wolken                           | — | — | — | — | NL59 (5 Wo.)NL | als Pierre Kartner                                                         |

grau schraffiert: keine Chartdaten aus diesem Jahr verfügbar

## Auszeichnungen
- 1978: Bronzenen Löwen von Radio Luxemburg
- 1979: Goldene Europa